# Le Crotoy
Le Crotoy és un municipi francès situat al departament del Somme i a la regió dels Alts de França. L'any 2007 tenia 2.314 habitants.

## Demografia

### Població

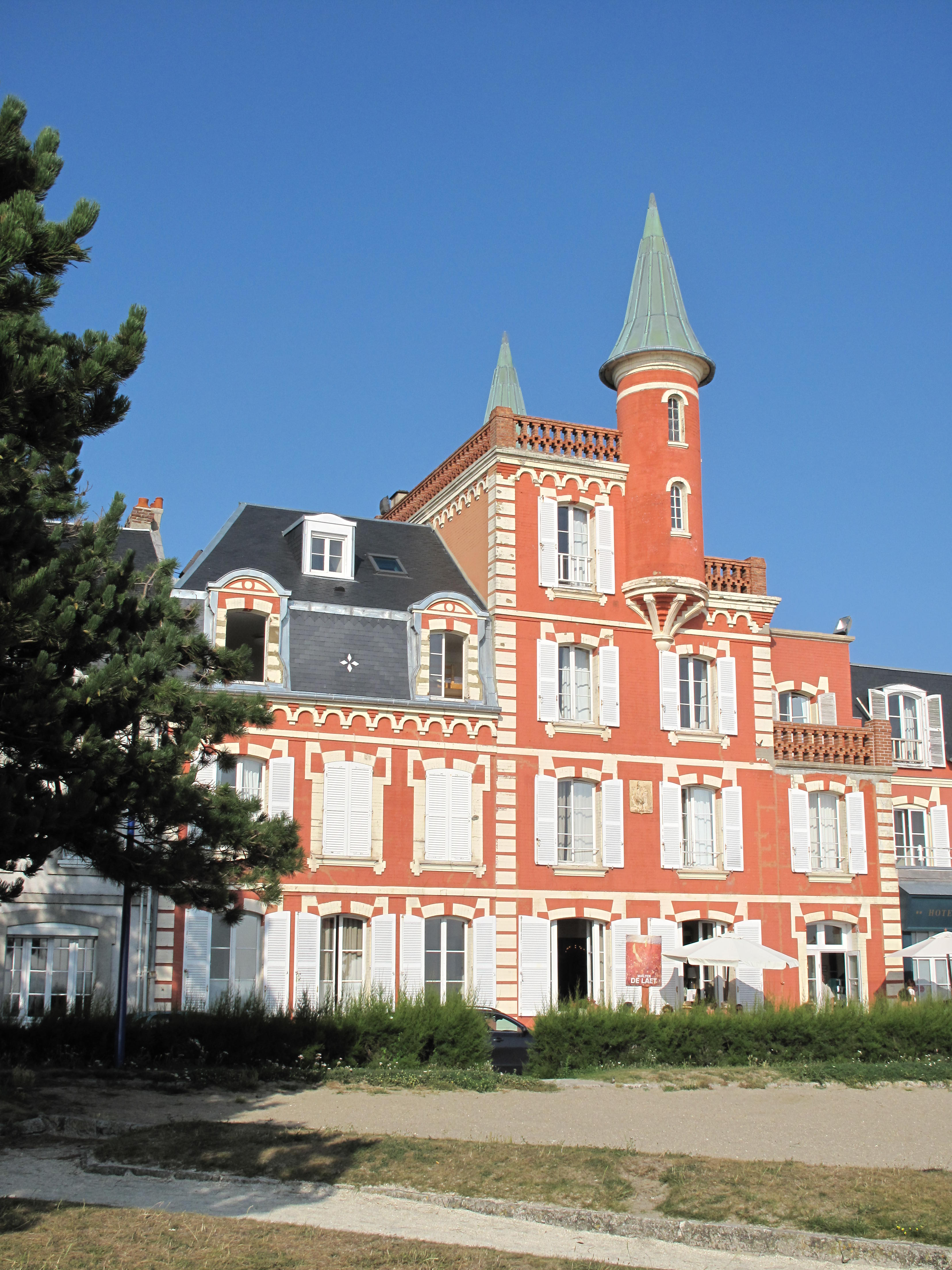
Casa Pink

El 2007 la població de fet de Le Crotoy era de 2.314 persones. Hi havia 997 famílies de les quals 369 eren unipersonals (145 homes vivint sols i 224 dones vivint soles), 296 parelles sense fills, 272 parelles amb fills i 60 famílies monoparentals amb fills.
La població ha evolucionat segons el següent gràfic:
Habitants censats

### Habitatges

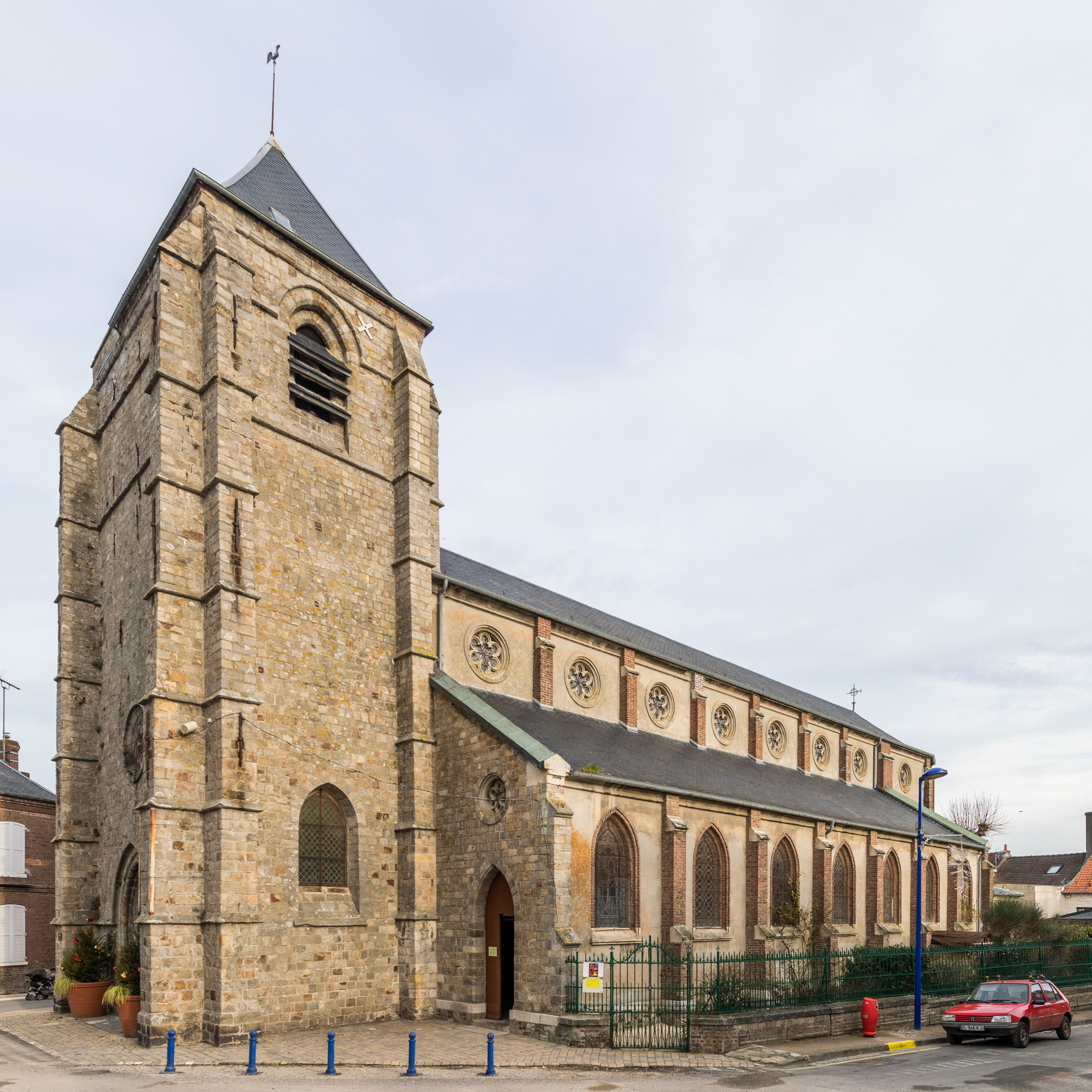
Església

El 2007 hi havia 2.598 habitatges, 1.047 eren l'habitatge principal de la família, 1.455 eren segones residències i 96 estaven desocupats. 2.020 eren cases i 560 eren apartaments. Dels 1.047 habitatges principals, 736 estaven ocupats pels seus propietaris, 277 estaven llogats i ocupats pels llogaters i 34 estaven cedits a títol gratuït; 25 tenien una cambra, 108 en tenien dues, 239 en tenien tres, 259 en tenien quatre i 416 en tenien cinc o més. 536 habitatges disposaven pel capbaix d'una plaça de pàrquing. A 544 habitatges hi havia un automòbil i a 266 n'hi havia dos o més.

### Piràmide de població

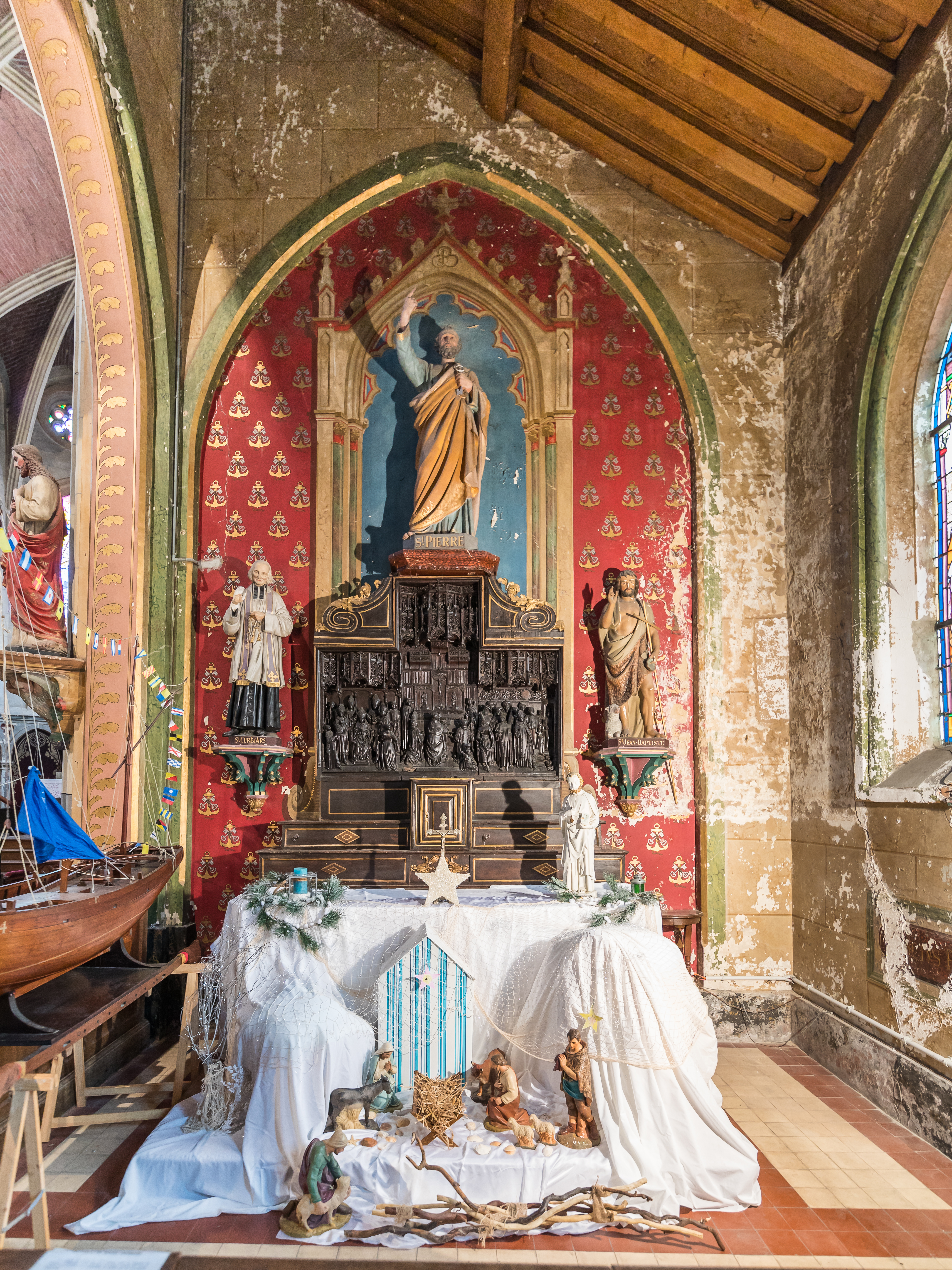
Altar de sant Pere

La piràmide de població per edats i sexe el 2009 era:
| Homes | Edats   | Dones |
| ----- | ------- | ----- |
| 0     | 95 o +  | 0     |
| 8     | 90 a 94 | 4     |
| 16    | 85 a 89 | 32    |
| 24    | 80 a 84 | 48    |
| 36    | 75 a 79 | 68    |
| 76    | 70 a 74 | 104   |
| 52    | 65 a 69 | 100   |
| 84    | 60 a 64 | 64    |
| 52    | 55 a 59 | 48    |
| 72    | 50 a 54 | 72    |
| 92    | 45 a 49 | 72    |
| 76    | 40 a 44 | 76    |
| 76    | 35 a 39 | 92    |
| 92    | 30 a 34 | 64    |
| 52    | 25 a 29 | 84    |
| 56    | 20 a 24 | 68    |
| 80    | 15 a 19 | 68    |
| 88    | 10 a 14 | 72    |
| 52    | 5 a 9   | 100   |
| 76    | 0 a 4   | 68    |

## Economia

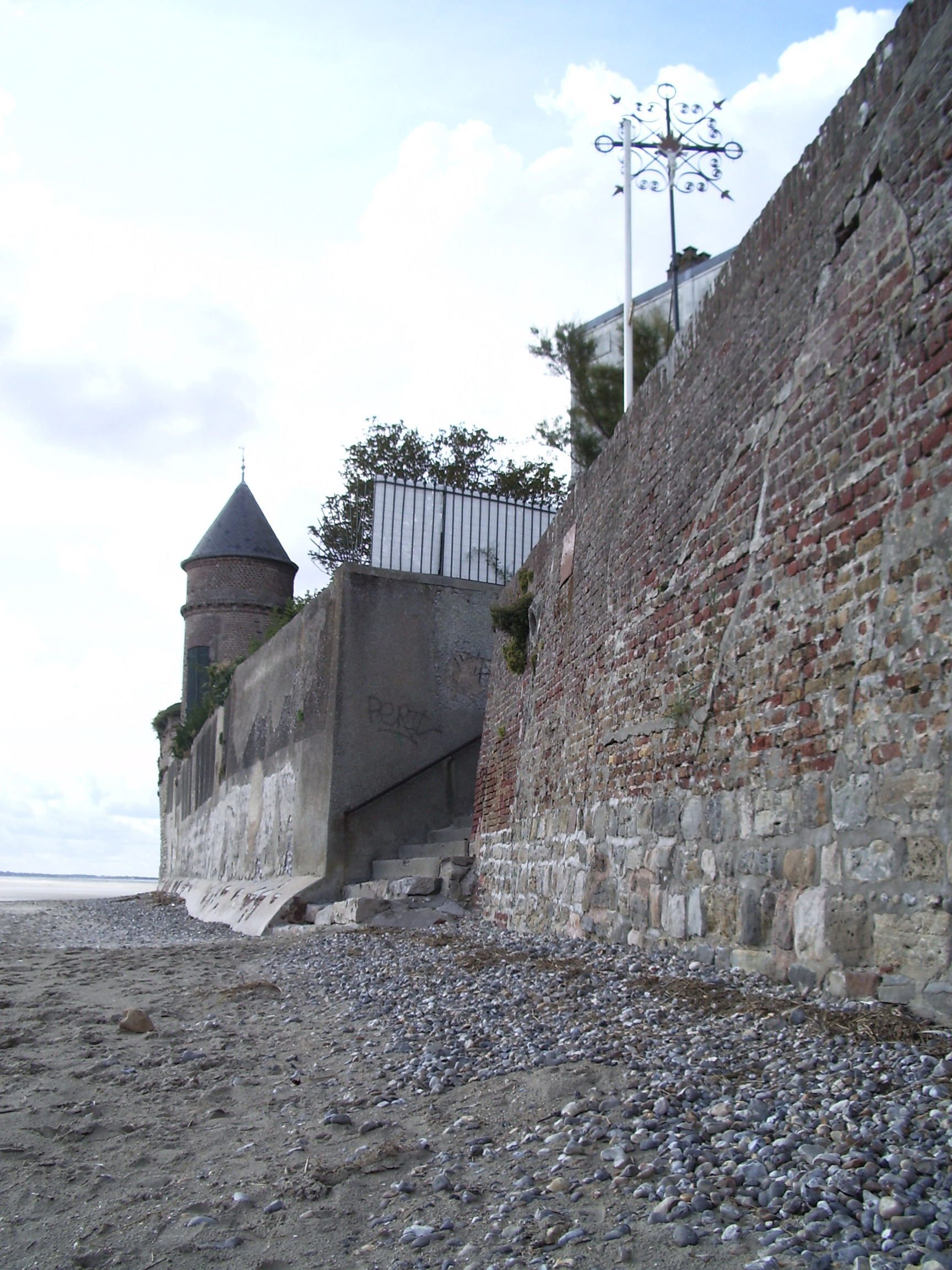

El 2007 la població en edat de treballar era de 1.424 persones, 886 eren actives i 538 eren inactives. De les 886 persones actives 781 estaven ocupades (455 homes i 326 dones) i 105 estaven aturades (56 homes i 49 dones). De les 538 persones inactives 206 estaven jubilades, 123 estaven estudiant i 209 estaven classificades com a «altres inactius».

### Ingressos

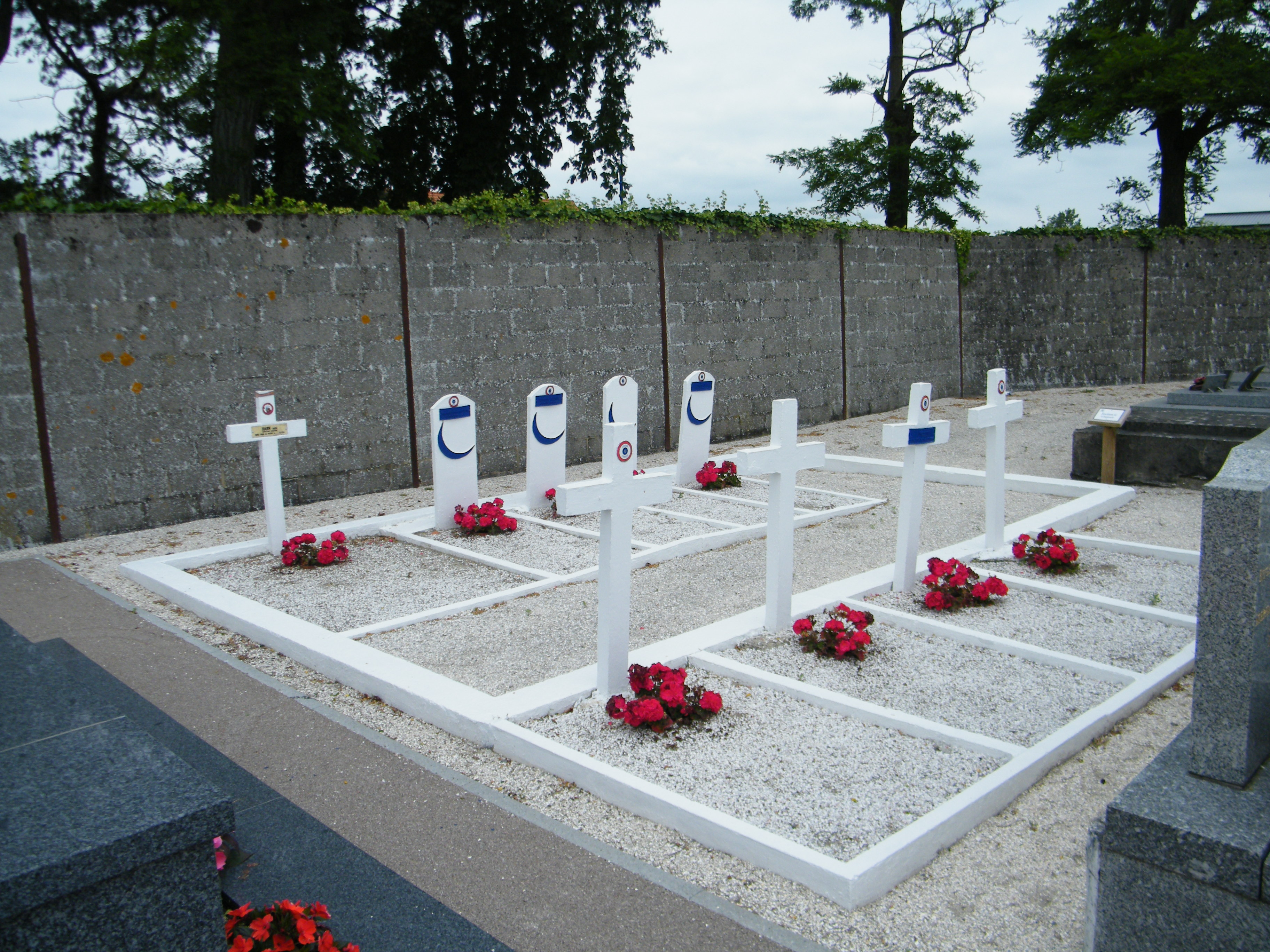
Cementiri militar

El 2009 a Le Crotoy hi havia 1.066 unitats fiscals que integraven 2.286,5 persones, la mediana anual d'ingressos fiscals per persona era de 14.465 €.

### Activitats econòmiques
Dels 178 establiments que hi havia el 2007, 3 eren d'empreses extractives, 6 d'empreses alimentàries, 1 d'una empresa de fabricació de material elèctric, 1 d'una empresa de fabricació d'altres productes industrials, 17 d'empreses de construcció, 49 d'empreses de comerç i reparació d'automòbils, 5 d'empreses de transport, 49 d'empreses d'hostatgeria i restauració, 4 d'empreses financeres, 9 d'empreses immobiliàries, 13 d'empreses de serveis, 9 d'entitats de l'administració pública i 12 d'empreses classificades com a «altres activitats de serveis».
Dels 46 establiments de servei als particulars que hi havia el 2009, 1 era una oficina de correu, 2 oficines bancàries, 1 taller de reparació d'automòbils i de material agrícola, 5 paletes, 2 guixaires pintors, 2 fusteries, 4 lampisteries, 1 electricista, 5 perruqueries, 18 restaurants, 3 agències immobiliàries, 1 tintoreria i 1 saló de bellesa.
Dels 23 establiments comercials que hi havia el 2009, 1 era un hipermercat, 1 una gran superfície de material de bricolatge, 2 botiges de menys de 120 m², 4 fleques, 3 carnisseries, 5 peixateries, 5 botigues de roba, 1 una botiga de roba i 1 una joieria.
L'any 2000 a Le Crotoy hi havia 8 explotacions agrícoles.

## Equipaments sanitaris i escolars
El 2009 hi havia 1 farmàcia i 1 ambulància.
El 2009 hi havia 1 escola maternal i 2 escoles elementals.

## Poblacions més properes

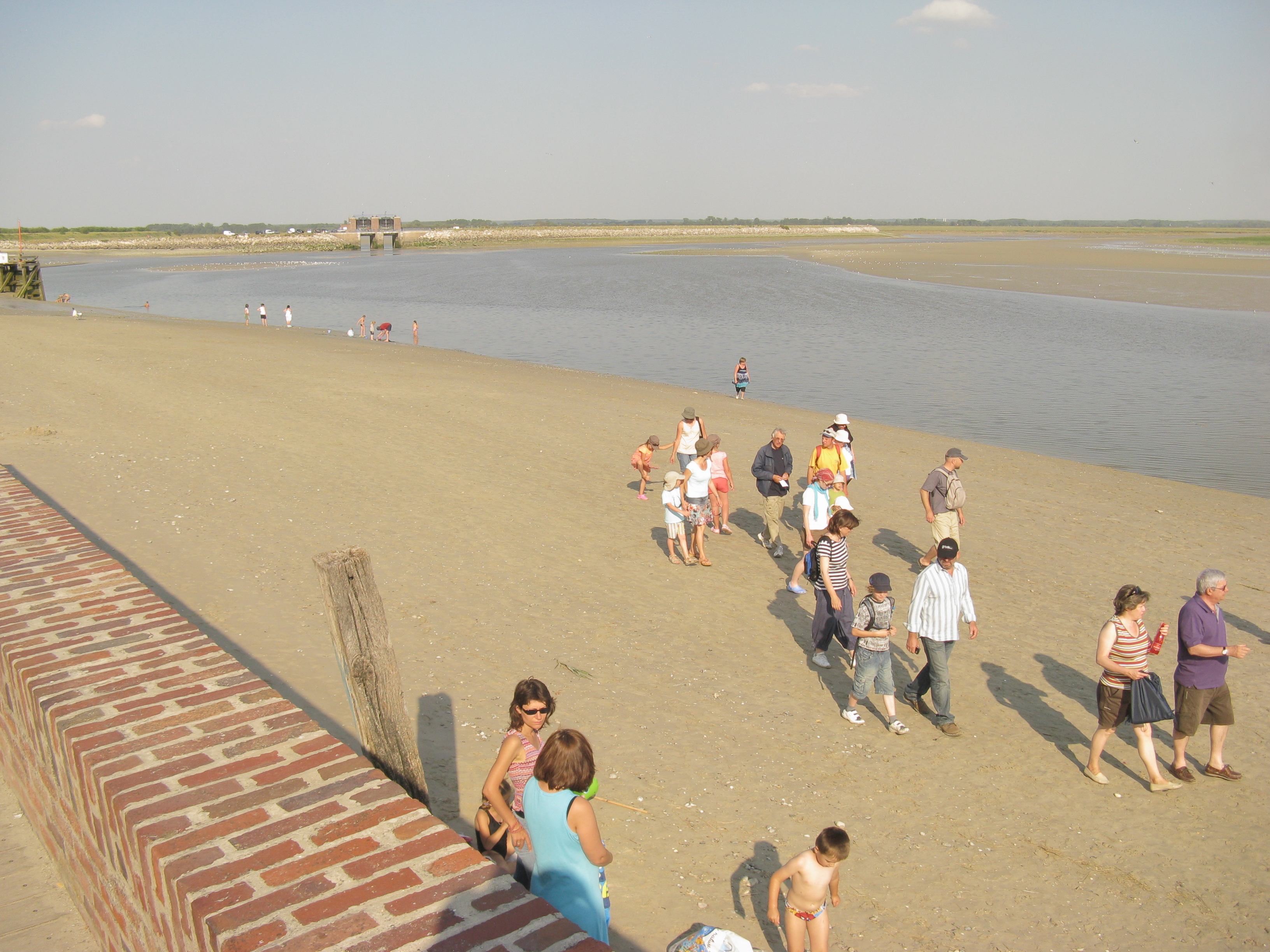

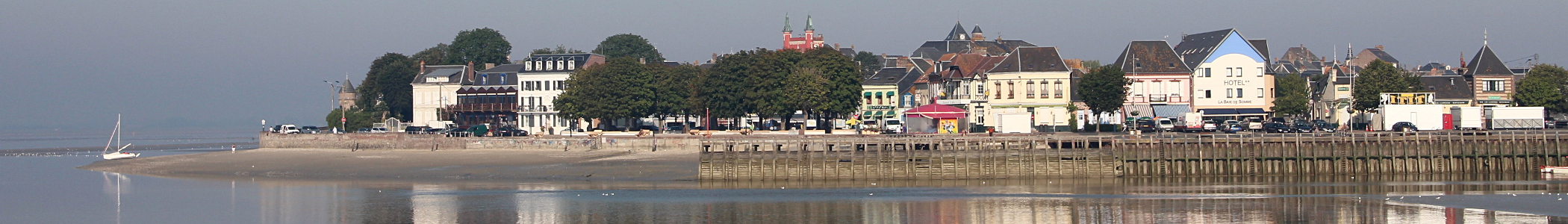

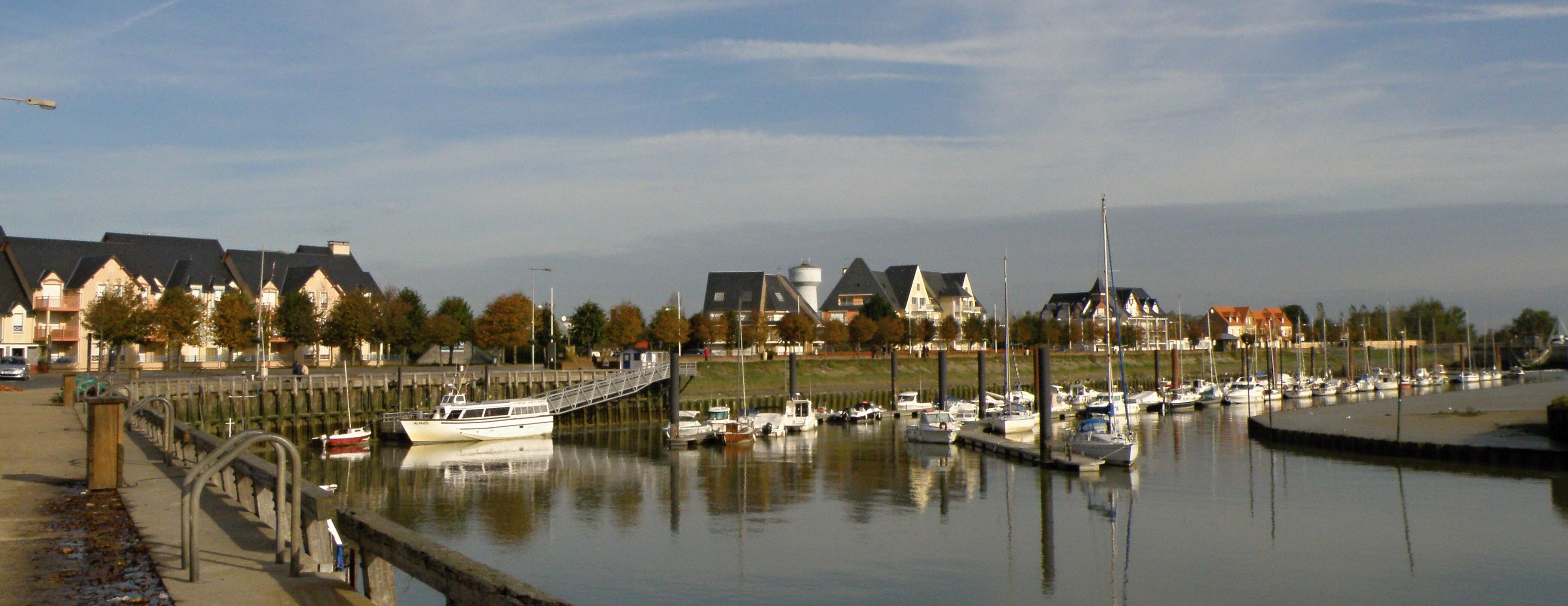

El següent diagrama mostra les poblacions més properes.